# Episodi de Inferno e paradiso

Copertina del quinto DVD italiano dell'anime

Questa è la lista degli episodi dell'anime Inferno e paradiso.
L'adattamento anime è stato creato dallo studio d'animazione Madhouse, diretto da Toshifumi Kawase e prodotto da TV Asahi e Avex Mode, una divisione del gruppo Avex Group. La serie, composta da un totale di ventiquattro episodi che coprono l'arco di storia di 14 numeri (cioè fino alla fine del flashback), è andata in onda in Giappone su TV Asahi dal 1º aprile al 16 settembre 2004. Successivamente furono prodotti due episodi OAV, trasmessi dalla stessa emittente il 16 marzo 2005 e pubblicati successivamente in home video. In quest'ultimi viene racchiusa tutta la storia passata del fumetto (epoca in cui Shin Natsume era ancora vivo), che riprende la trama laddove l'anime l'aveva lasciata. Il fanservice e le scene ecchi presenti nel manga sono state ridimensionate rispetto al manga.
In Italia la serie è stata presentata per la prima volta al Mantova Comics 2008 ed pubblicata direttamente in DVD da Panini Video dal 3 giugno 2008 al 1º gennaio 2010.

## Lista episodi

### Serie TV
| Nº | Titolo italiano Giapponese 「Kanji」 - Rōmaji       | In onda           | In onda               |
| Nº | Titolo italiano Giapponese 「Kanji」 - Rōmaji       | Giapponese        | Italiano (home video) |
| 1  | Il luogo sacro 「聖域」 - Seīki                     | 1º aprile 2004    | 3 giugno 2008         |
| 2  | Sconfitta 「敗北」 - Haiboku                        | 8 aprile 2004     | 3 giugno 2008         |
| 3  | L'Esecutore 「執行人」 - Shikkōnin                  | 15 aprile 2004    | 16 settembre 2008     |
| 4  | Il sospetto 「疑念」 - Ginen                        | 22 aprile 2004    | 16 settembre 2008     |
| 5  | La punizione 「制裁」 - Seisai                      | 29 aprile 2004    | 16 settembre 2008     |
| 6  | Visioni 「幻影」 - Gen'ei                           | 6 maggio 2004     | 16 settembre 2008     |
| 7  | Il colpo devastante 「撃破」 - Gekiha               | 13 maggio 2004    | 4 novembre 2008       |
| 8  | L'Occhio del Drago 「龍眼」 - Ryūgan                | 20 maggio 2004    | 4 novembre 2008       |
| 9  | Imporre la disciplina 「粛正」 - Shukusei           | 27 maggio 2004    | 5 dicembre 2008       |
| 10 | Ricordi del passato 「記憶」 - Kioku                | 3 giugno 2004     | 5 dicembre 2008       |
| 11 | Quanti posseggono i poteri 「異能者」 - Inōsha      | 10 giugno 2004    | 14 gennaio 2009       |
| 12 | Tenebre 「暗黒」 - Ankoku                           | 17 giugno 2004    | 14 gennaio 2009       |
| 13 | Il potere maligno 「魔力」 - Maryoku                | 24 giugno 2004    | 17 febbraio 2009      |
| 14 | Fiamme infernali 「業火」 - Gōka                    | 1º luglio 2004    | 17 febbraio 2009      |
| 15 | Yin e Yang 「陰陽」 - In'yō                         | 8 luglio 2004     | 17 marzo 2009         |
| 16 | L'esito ultimo 「帰結」 - Kiketsu                   | 15 luglio 2004    | 17 marzo 2009         |
| 17 | I loro veri sentimenti 「真意」 - Shin'i            | 22 luglio 2004    | 6 maggio 2009         |
| 18 | Risonanza 「共鳴」 - Kyōmei                         | 29 luglio 2004    | 6 maggio 2009         |
| 19 | Le cose si mettono in moto 「起動」 - Kidō          | 12 agosto 2004    | 9 giugno 2009         |
| 20 | Il complotto 「謀略」 - Bōryaku                     | 19 agosto 2004    | 9 giugno 2009         |
| 21 | Un colpo esploso accidentalmente 「暴発」 - Bōhatsu | 26 agosto 2004    | 4 novembre 2009       |
| 22 | La decisione 「決意」 - Ketsui                      | 2 settembre 2004  | 4 novembre 2009       |
| 23 | Stregoneria 「呪縛」 - Jubaku                       | 9 settembre 2004  | 1º gennaio 2010       |
| 24 | Vicissitudini 「流転」 - Ruten                      | 16 settembre 2004 | 1º gennaio 2010       |

### OAV
| Nº | Titolo italiano Giapponese 「Kanji」 - Rōmaji | In onda       | In onda             |
| Nº | Titolo italiano Giapponese 「Kanji」 - Rōmaji | Giapponese    | Italia (home video) |
| 25 | Il pugno del drago 「龍拳」 - Ryūken          | 16 marzo 2005 | 1º gennaio 2010     |
| 26 | Potenzialità in boccio 「萌芽」 - Hōga        | 16 marzo 2005 | 1º gennaio 2010     |

## Home video

### Giappone
Gli episodi de Inferno e paradiso sono stati pubblicati per il mercato home video nipponico in edizione DVD dal 28 luglio 2004 al 16 febbraio 2005.
Gli episodi OAV invece sono stati pubblicati rispettivamente il 16 e il 30 marzo 2005.
| N° | Data              | Episodi | Fonte  |
| -- | ----------------- | ------- | ------ |
| 1  | 28 luglio 2004    | 1-3     | [ 5 ]  |
| 2  | 25 agosto 2004    | 4-6     | [ 6 ]  |
| 3  | 29 settembre 2004 | 7-9     | [ 7 ]  |
| 4  | 25 novembre 2004  | 10-12   | [ 8 ]  |
| 5  | 25 novembre 2004  | 13-15   | [ 9 ]  |
| 6  | 22 dicembre 2004  | 16-18   | [ 10 ] |
| 7  | 26 gennaio 2005   | 19-21   | [ 11 ] |
| 8  | 16 febbraio 2005  | 22-24   | [ 12 ] |
| 9  | 16 marzo 2005     | 25      | [ 13 ] |
| 10 | 30 marzo 2005     | 26      | [ 14 ] |

### Italia
Gli episodi de Inferno e paradiso sono stati pubblicati per il mercato home video italiano in edizione DVD dal 4 giugno 2008 al 1º gennaio 2010.
| N° | Data              | Episodi | Fonte  |
| -- | ----------------- | ------- | ------ |
| 1  | 4 giugno 2008     | 1-2     | [ 15 ] |
| 2  | 3 luglio 2008     | 3-4     | [ 16 ] |
| 3  | 17 settembre 2008 | 5-6     | [ 17 ] |
| 4  | 12 novembre 2008  | 7-8     | [ 18 ] |
| 5  | 3 dicembre 2008   | 9-10    | [ 19 ] |
| 6  | 15 gennaio 2009   | 11-12   | [ 20 ] |
| 7  | 18 febbraio 2009  | 13-14   | [ 21 ] |
| 8  | 17 marzo 2009     | 15-16   |        |
| 9  | 6 maggio 2009     | 17-18   |        |
| 10 | 9 giugno 2009     | 19-20   |        |
| 11 | 4 novembre 2009   | 21-22   |        |
| 12 | 1º gennaio 2010   | 23-24   |        |
| 13 | 1º gennaio 2010   | 25-26   |        |